# Церковь Мария Брюндль (Ландсхут)
Церковь Мария Брюндль (нем. Wallfahrtskirche Maria Bründl или нем. Wallfahrtskirche Maria Brünnl) — римско-католическая паломническая церковь, расположенная в районе Берг баварского города Ландсхут. Барочное здание было построено в 1719 году около источника (родника), являвшегося популярным местом путешествия верующих. Храм относится к приходу церкви Святой крови и является памятником архитектуры.

## История и описание
К церкви Мария Брюндль, расположенной на южной окраине Ландсхута в районе Берг, ведёт только одна узкая тропинка, начинающаяся в бывшей деревне Зальцдорф (см. Церковь Святой Одилии). Храм расположен на высоте примерно в 475 м над уровнем моря. Паломничество на место современной церкви началось с местного кожевника Томаса Амплатца, который 29 сентября 1661 года узнал об источнике на обочине дороги от Ландсхута к Гайзенхаузену. Уже на следующий день он изготовил деревянные перила и окружил ими источник, а 21 октября года он же установил рядом столб с копией иконы с изображением Богородицы Лукаса Кранах Старшего; икону Амплатц купил несколькими годами ранее во время своего паломничества в Пассау. В том же году Амплатц на пожертвования местных путешественников построил вокруг столба с иконой небольшую деревянную часовню. Вскоре в источнику началось паломничество, популярное среди жителей Ландсхута в связи с сообщениями о «чудотворной» родниковой воде. 13 апреля 1663 года баварский курфюрст Фердинанд Мария по дороге в Альтэттинг посетил часовню и искупался в родниковой воде; в 1666 году вместо деревянного здания здесь была построена каменная часовня.
После смерти Томаса Амплатца в 1674 году развитие паломничества поначалу замедлилось: лишь по прибытии в 1706 году в данную местность священника Бальтазара Фалькнера паломничество получило новый подъем. Ему удалось получить пожертвование на расширения храма: обновлённое здание было освящено 27 августа 1710 года. В 1711 году, в связи с назначением Георга Кристофа Пексенфельдера местным приходским викарием, у церкви появился еще один крупный покровитель: Пексенфельдер занимал свой пост до 1764 года и благодаря его записям (вместе с бумагами Амплатца) первые сто лет истории храма в районе Берг хорошо задокументированы. В 1719 году Пексенфельдер получил разрешение на строительство современного барочного здания для церкви: скорее всего, работы проводились с 22 мая по 20 октября 1719 года, поскольку в данный период изображение Богородицы было передано в приходскую церковь. В следующем году новое здание было повторно освящено, хотя его внутренняя отделка продолжалась ещё долго после этого. Так, главный алтарь был создан местным скульптором Антоном Нойем в 1726 году, а боковой алтарь был добавлен только в 1745. Кафедра, украшенная четырьмя медальонами за авторством местного скульптора Кристиана Джорхана Старшего, появилась в церкви полвека спустя, в 1795 году.

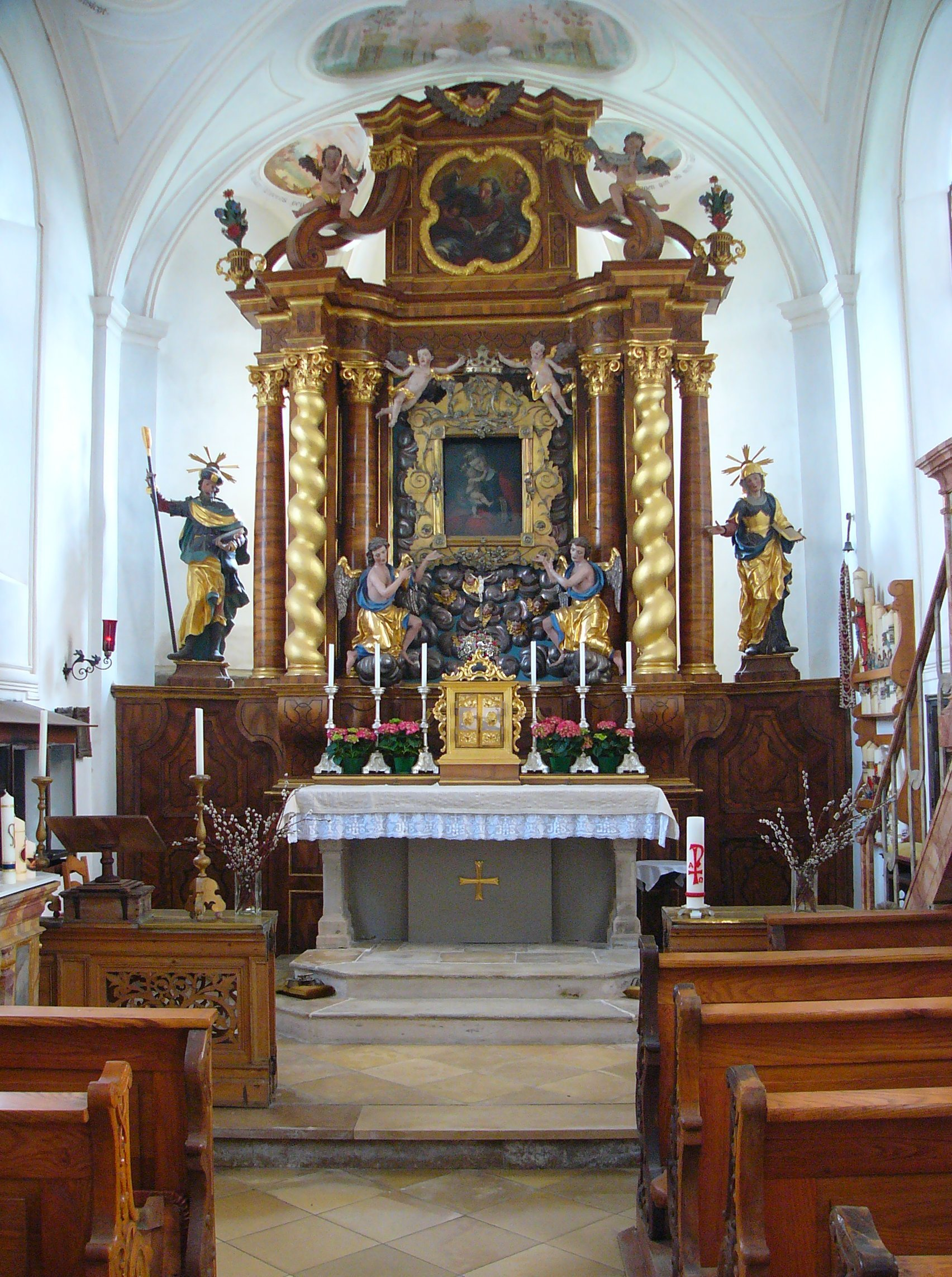
Главный алтарь храма

В 1808 году интерьер храма был изменён в соответствии со стилем барокко: барочные фрески были обнаружены только в 1968 году и восстановлены во время реконструкции 1987—1988 годов. Уже в XXI веке, к 2007 году, церковь Мария Брюндль была капитально отремонтирована как внутри, так и снаружи. Небольшой зальный храм построен необычно: он ориентирован скорее на юг, чем на восток. С северной стороны к нему примыкает узкая барочная башня-колокольня, увенчанная «луковидным» шпилем; на башне размещены два колокола, которые по сей день приводятся в движение вручную; по счастливому стечению обстоятельств данные колокола не были переплавлены в годы Второй мировой войны. Внутри церкви высокий алтарь из орехового дерева занимает практически всю ширину нефа. С 1904 года на галерее был установлен орган, построенный в 1832 году местным мастером Йозефом Швайнахером и первоначально размещавшийся в приходской церкви Святой крови.